# Antonio Mourelos
Antonio Mourelos Vázquez (Lugo, 12 luglio 1959) è un attore, doppiatore e scrittore spagnolo, in Italia è conosciuto per la sua partecipazione alla serie tv Il segreto nel ruolo di León Castro.

## Biografia
Antonio è famoso principalmente per I lunedì al sole del 2002 nel ruolo di Juez, nella serie tv Metabolos dal 2009 al 2012 nel ruolo di Santiago Táboas Freire e il cortometraggio 1939, un berro no silencio del 2004. Nel 2006 ha pubblicato il suo libro A vida por diante composta da un trilogia.
Dal 2011 al 2013 è stato presidente dell'Academia Galega do Audiovisual.

## Filmografia

### Cinema
- El alquimista impaciente (2002)
- I lunedì al sole (2002)
- El lápiz del carpintero (2003)
- El año de la garrapata (2004)
- Para que no me olvides (2005)
- Pradolongo (2008)
- Los muertos van deprisa (2009)

### Televisione
- Terra de Miranda (2001)
- Mareas vivas (2002)
- Autopsia (2002)
- Entre bateas (2002)
- Secuestrados en Georgia (2003)
- Pepe Carvalho (2004)
- Rías Baixas (2004)
- As leis de Celavella (2005)
- Sen ascensor (2005)
- Diario de una skin (2005)
- Latidos (2006)
- El comisario (2006)
- Desaparecida (2007)
- Os Atlánticos (2008)
- Los misterios de Laura (2009)
- La huella del Crimen 3 (2009)
- Padre Cacares (2009)
- Matalobos (2009)
- Libro de famili (2011)
- Imperium (2012)
- El quid (2013)
- Il segreto (2013)
- Il tempo del coraggio e dell'amore (2014)
- Casa Manola (2014)
- Códice (2014)
- Serramoura (2015)